# I Am Fear
Pour plus de détails, voir Fiche technique et Distribution.
I Am Fear est un film d'horreur américain réalisé en 2020 par Kevin Shulman.

## Prémisses
Une journaliste est kidnappée par une cellule dormante de terroristes de la région de Los Angeles qui menacent de la décapiter en direct sur Internet le week-end du 4 juillet. À mesure que la date approche, des forces surnaturelles commencent à influencer la santé mentale de la terroriste. Les événements du film se déroulent sur fond d'incendies de forêt dans le sud de la Californie,.

## Distribution
- William Forsythe : Marco
- Bill Moseley : Steve Mcreedy
- Eoin Macken : Joshua
- Faran Tahir : Asad
- Kristina Klebe : Sara Brown
- Christian Oliver : Polo
- Guinevere Turner : Holly Simon
- Fahim Fazli : Rashid
- Victoria Summer : Alicia Minnette
- Joseph Gilbert : RJ Stock
- Tom Fitzpatrick : le professeur
- Said Faraj : Bashu
- Joseph Kamal : Ra'ar
- Iyad Hajja : Ahmad
- Maggie Parto : la femme de Shabaviz
- Kelsa Kinsly : le procureur
- Alberto Zeni : Jalliel
- Ali Saam : Shabaviz

## Sortie
I Am Fear est sorti en salles le 20 février 2020 dans cinq marchés. Il est sorti en VOD, DVD et Blu-ray le 3 mars 2020.